# Leucochrysa vinesi
Leucochrysa vinesi är en insektsart som först beskrevs av Luisa Eugenia Navas 1924.  Leucochrysa vinesi ingår i släktet Leucochrysa och familjen guldögonsländor. Inga underarter finns listade i Catalogue of Life.